# Lewis H. Brown
Lewis Harold Brown (nasceu dia 13 de fevereiro de 1894, em Creston, Iowa, Estados Unidos — faleceu em 1951, em Delray, Florida, Estados Unidos) foi um industriário.
Logo após o fim da II Guerra Mundial, Lewis foi convidado pelo Exército dos Estados Unidos a escrever um relatório sobre as condições dos territórios que iriam formar a Alemanha Ocidental. Este relatório (“A Report on Germany”) serviu de base não apenas para a reconstrução da parte capitalista da Alemanha, mas também como para a elaboração do Plano Marshall para recuperação das economias da Europa Ocidental.